# Ölbrot
Der Ausdruck Ölbrot bezeichnet in der Geschichte des Buchdrucks das Brot, das als Indikator für die Herstellung von Leinölfirnis in das erhitzte Leinöl eingetaucht wurde. War das Brot knusprig braun, war der Prozess der Gewinnung von Leinölfirnis aus Leinöl mittels Erhitzen abgeschlossen. Leinölfirnis war wiederum wesentlicher Bestandteil der vermutlich von Johannes Gutenberg entwickelten viskosen und schnell trocknenden Druckfarbe, die zudem Ruß enthielt.
Das Brot wurde von den Gesellen der Drucker gern gegessen.